# اریک سوئینکلس
اریک سوئینکلس (انگلیسی: Eric Swinkels؛ زادهٔ ۳۰ مارس ۱۹۴۹) ورزشکار اهل پادشاهی هلند است.
وی در مسابقات کشوری و بین‌المللی در مجموع برندهٔ ۱ مدال نقره شده‌است.